# (820) Adriana
Pour les articles homonymes, voir Adriana.
(820) Adriana est un astéroïde de la ceinture principale découvert le 30 mars 1916 par l'astronome allemand Max Wolf. Sa désignation provisoire était 1916 ZB.